# Samaria (stad)

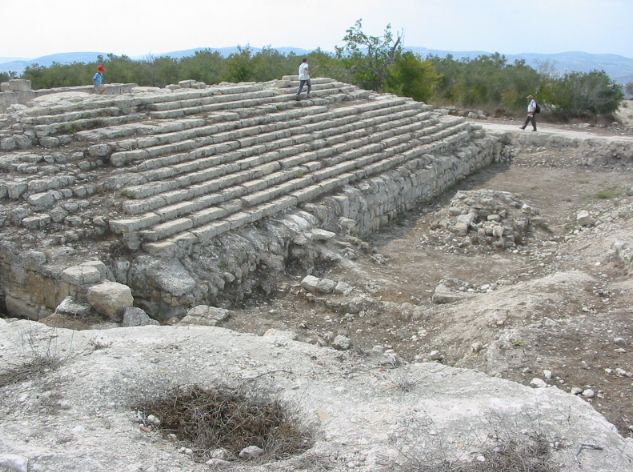
Sebastia/Samaria. De (origineel 25 meter hoge) basis van de Augusteum tempel op de top van de Samaria-heuvel

De stad Samaria (Hebreeuws: שומרון Sjomron; Oudgrieks: Σαμάρεια Samáreia; Arabisch: السامرة as-Samira) was de residentie van de koningen van het oude koninkrijk Israël (het zogenaamde 10-stammenrijk), gelegen in het huidige Palestina op de Westelijke Jordaanoever.
De stad werd ca. 879 v.Chr. op de hoogste heuvel uit de omgeving gesticht door koning Omri en uitgebreid door diens zoon Achab. Bij opgravingen is onder meer diens befaamde ivoren paleis gevonden.
Koning Salmanassar V van het Assyrische Rijk belegerde Samaria van 724-722 v.Chr., maar overleed tijdens het beleg (722 v.Chr.). Zijn zoon Sargon II volgde hem op en nam de stad in (720 v.Chr.). Dat luidde de definitieve val van het 10-stammenrijk in, waarna het koninkrijk een provincie van het Assyrische Rijk werd met Samaria als provinciehoofdstad. In later tijd is de stad herbouwd. Herodes de Grote gaf de stad de naam Sebaste, om daarmee keizer Augustus te eren.
De ruïnes van Samaria/Sebaste liggen nabij of in de huidige Palestijnse plaats Sebastia in Nablus. Dat wil zeggen: sinds de Oslo-akkoorden ligt de top van Tel (heuvel) Sebastia met de archeologische site in C-gebied en de rest in B-gebied (onder civiel Palestijns bestuur). Israël heeft van de site een Nationaal Park gemaakt: National Park Samaria. Het oord is zeer populair onder joodse kolonisten, die o.a. de nabijgelegen volgens internationaal recht illegale nederzettingen Kedumim en Shavei Shomron stichtten. Zij proberen het toerisme aan te zwengelen, maar bussen met toeristen kunnen worden bekogeld met stenen door Palestijnen die het oneens zijn met deze gang van zaken.